# Захарченко Володимир Васильович
Володимир Васильович Захарченко (нар. 27 січня 1971, Кривий Ріг) — український правник, політик. Народний депутат України IX скликання. Член Комітету Верховної Ради з питань правоохоронної діяльності.

## Життєпис
Володимир Захарченко народився 27 січня 1971 року в місті Кривий Ріг.
Захарченко закінчив Дніпровський національний університет імені Олеся Гончара за спеціальністю «Юрист-правознавець».
13 років його трудової діяльності пов'язані з оперативно-пошуковою роботою у системі Міністерства внутрішніх справ. Пройшов шлях від оперуповноваженого кримінального розшуку до начальника кримінальної поліції Тернівського району Кривого Рогу. Протягом довгого часу був відповідальним за боротьбу з організованою злочинністю та за боротьбу із незаконним обігом вогнепальної зброї та вибухівки у Кривому Розі. Неодноразово входив до складу обласних слідчих груп по розкриттю особливо тяжких злочинів. Має дві медалі МВС другого та третього ступеня за плідний внесок в оперативно-розшукову діяльність.
Станом на початок 2019 року Володимир Захарченко — директор з безпеки на заводі з виробництва машин і устаткування для добувної промисловості та будівництва, член політичної партії «Слуга народу».
У 2019 році Захарченко був обраний Народним депутатом України на одномандатному виборчому окрузі № 31 на Дніпропетровщині (Покровський район, частина Тернівського району міста Кривий Ріг, селища Гірницьке, Коломійцеве, села Новоіванівка, Тернуватий Кут Криворізької міської ради) від партії «Слуга народу». На час виборів: директор з безпеки ТОВ "Завод бурової техніки «ДСД», проживає в місті Кривий Ріг Дніпропетровської області.

## Критика
У листопаді 2019-го став одним із учасників “плівкового скандалу”. В українських ЗМІ було оприлюднено аудіозапис розмови із голосами, які нагадували голоси нардепів від “Слуги народу” — Володимира Захарченка та Юрія Корявченкова з новопризначеним керівником поліції Кривого Рогу. У ньому Корявченков "вчив правоохоронців, як вирішувати питання".
У 2020 році став одним з підписантів звернення до Конституційного суду з клопотанням визнати неконституційним указ президента Петра Порошенка про призначення Артема Ситника директором НАБУ. Ініціатором звернення був виступив Олександр Дубінський, народний депутат з оточення Ігоря Коломойського.

## Родина
Володимир Захарченко є двоюрідним дядьком по матері іншого представника партії «Слуга народу», актора і телеведучого Юрія Корявченкова.